# 汉文帝
漢文帝刘恒（前203年—前157年7月6日），汉高祖劉邦第四子，母薄太后，係漢惠帝之庶弟。西漢第五位皇帝（前180年11月14日－前157年7月6日在位），在位23年，享年46歲。其廟號太宗，正式諡號為「孝文皇帝」，後世省略「孝」字稱「漢文帝」。葬於霸陵（在今陝西省西安市灞桥区白鹿原东北角）。漢文帝是中國歷史上第一位經由推選出來的皇帝，同時也創造了中國歷史上自大一统以来的第一個盛世「文景之治」。

## 生平

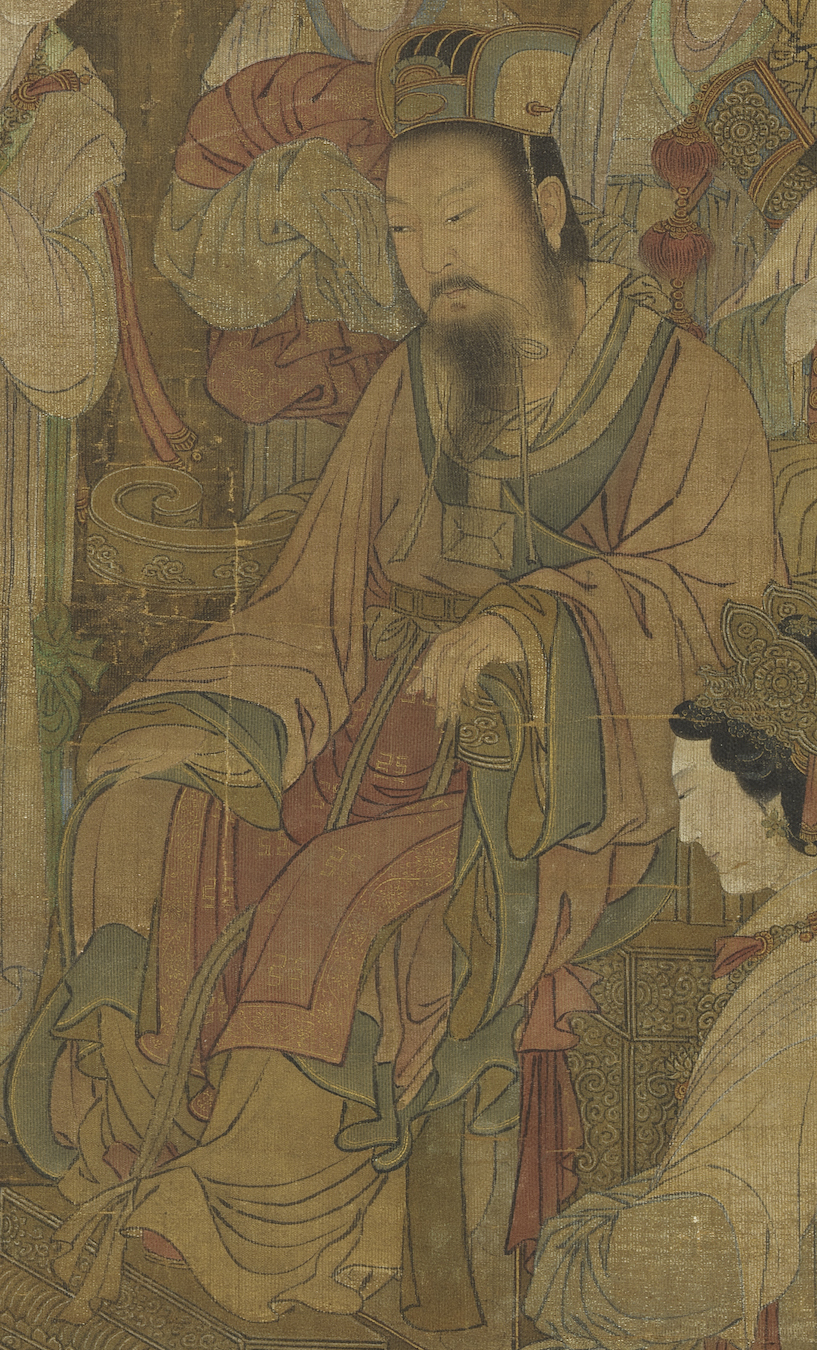
宋代作品《卻坐圖》中的汉文帝

漢王四年（前203年）漢王劉邦於成臯召幸薄夫人，有身孕，当年就生下文帝，高祖十一年春（前196年）年八岁封為代王，其為人寬容平和，在政治上保持低調。
呂在殺害劉邦愛姬戚夫人和其子趙王劉如意後，提議代王劉恆改封趙王，劉恆巧妙地謙讓，故而得以保命。
由於呂后在政時期大封呂姓子弟為異姓王，如呂產、呂祿等，培植起一個呂氏外戚集團，從而加劇了漢統治階級內部的矛盾，因此在她死後，馬上就釀成了漢初功臣集團、劉氏皇族集團、呂氏外戚集團之間的流血鬥爭。高祖長孫齊王劉襄發難於外，周勃、陳平響應於內，劉氏諸王遂群起而夷滅諸呂，最後以漢初功臣集團的勝利而告終。後周勃、陳平等漢初功臣剷除諸呂，昭告天下，稱後少帝劉弘及梁王劉泰、淮陽王劉武、恆山王劉朝等，並非漢惠帝親生兒子，皆廢黜之，並在劉姓皇族選擇皇位繼承人。選定高祖與妃子薄氏之子代王劉恆作為新皇帝（即漢文帝）。
高后八年(前180年)，時年劉恆二十三歲，寬厚孝順，且其母薄氏家族勢弱 。陳平、周勃等大臣隨即請劉恆入長安即位，劉恆遍問代國眾臣意見，郎中令張武反對 ，中尉宋昌贊成  ，劉恆與母親薄姬商議未果，占卜得吉卦， "卜之龜，卦兆得大橫"  。劉恆仍不放心，再派其舅薄昭前往長安協商，再三確認後 ，在九月的最後一日，劉恆奔赴長安，於前180年，繼天子位，當晚後少帝劉弘、梁王劉泰、淮阳王刘武、恆山王刘朝等四人，遭废黜并杀害 。同年十二月汉文帝废除收帑诸相坐律的法律。文帝三年（前177年），匈奴大规模入侵汉朝边境，汉丞相灌婴率领军队反击，文帝亲自到太原督战。济北王刘兴居以为汉文帝亲征匈奴，于是趁机起兵反叛，汉文帝得知消息后立即返回长安，并派棘蒲侯柴武领军平叛，刘兴居兵败自杀，封国被废除。
文帝六年（前174年），淮南王刘长勾结棘蒲侯太子柴奇、大夫但、士五开章等七十人意图谋反，但起事前就被汉朝廷发觉，刘长被逮捕，其余同谋全部被处死，汉文帝赦免了刘长的死罪，将其流放蜀郡，以囚车押送，沿途让各县依次递送。但各县官吏畏惧担责，无人敢打开囚车。刘长途中绝食而亡，文帝下令逮捕沿途拒不开封车、不供给饮食的各县官吏，全部处死。并将刘长以列侯之礼葬于雍县，设三十户守陵。
漢文帝即位後，注重節儉，輕薄徭稅，勵精圖治，興修水利，廢除肉刑，使漢朝進入安定的時期。當時百姓富裕，天下小康。漢文帝與其子漢景帝統治時期被合稱為「文景之治」。
前157年7月6日（六月己亥），漢文帝崩於長安未央宮。乙巳（7月12日），葬霸陵。漢景帝時上廟號為「太宗」。

## 登基過程
西元前180年8月19日，呂雉去世，至前180年11月14日，文帝在長安未央宮繼天子位，在這兩個多月之間，廿三歲的代王劉恆由一個地處邊陲的代國(都城是今山西太原)地方諸侯王，機緣巧合地成為漢朝的第三任皇帝。

### 遴選新帝

#### 入圍人選
在誅呂安劉後，新帝登基前，有多少人是具備繼位資格呢？ 從血統上來看，至少有三類四個人：高祖劉邦的四弟楚元王劉交；高祖劉邦的兩個兒子，也就是惠帝劉盈的兄弟，當時還在世的有，皇四子代王劉恆和皇七子淮南厲王劉長；另外劉邦的孫子，特別是劉邦庶長子劉肥的大兒子，長孫齊王劉襄。而這四個人中，在誅滅諸呂的過程中，楚元王劉交和齊王劉襄都曾出兵有功。

#### 遴選團成員
但在誅滅諸呂後，功臣派成員主要有太尉周勃、右宰相陳平、灌嬰、張蒼，和劉氏家族成員代表有劉邦的大嫂陰安侯、二嫂頃王后以及遠房堂弟琅琊王劉澤等人在商議新皇帝過程中，對以上四位具備資格的繼任人選，進入討論。

#### 遴選過程和結果
第一个候选人为刘交，是高祖皇帝的四弟，不但身分尊貴輩份崇高，更是成熟老練，根本就不會受功臣們控制；既然明知楚王劉交不易駕馭控制，為何還要將其列為候選人呢？應該是楚王劉交很可能挾其滅呂發兵有功，試圖立其子劉辟非為皇帝，所以故意將其列為繼任人選，巧妙地將其排除在有商議權力的劉氏家族成員之外 。 
第二个候选人为刘襄，他平定諸呂立下大功，有能又有資歷，應是稱帝的不二人選，但是刘襄卻被否决，表面的理由有二：首先，大臣们否定他以“推本言之，高帝嫡长孙”宣称具有继承合法性的说法。大臣們都知道，刘襄的祖母曹夫人为刘邦早期的情婦，無婚姻關係。吕雉與劉邦明媒正娶，確實是正妻，吕雉和刘邦合葬，昭告着吕雉的正室地位不可动摇；因此，刘襄提議的这个「嫡长孙之说」未被大臣们所认可。告訴刘襄「嫡长孙之说」的，正是极力反对刘襄继位的刘泽，他在诛吕政变前被刘襄诈骗而綁架，所以他利用「嫡长孙之说」诈骗刘襄，說要脱身到长安拥立刘襄为皇帝，事實上是去告誡大臣們勿拥立刘襄。其次，功臣列侯不愿拥立擅自造反的诸侯王为皇帝，而且大臣们对刘襄杀掉中央派出辅佐与监视他的齐丞相邵平，擅自起兵，极不以为然。刘襄自認诛吕政变中首難之勳，在事后被大臣們认为是起兵造反的大过。其實真正的兩個原因是，一是劉襄太有能力，恐難以制約，再者擔心其舅駟鈞勢力太大，日後恐出現第二個外戚當政。
第三个候选人为刘长，其人脾氣火爆，性格凶悍，刘长的母親趙姬被「貫高謀刺事件」連累下獄時，吕雉嫉妒，不願意出手相救，趙姬的說客審食其也不敢盡力向吕雉爭取，趙姬憂憤無言，最後在獄中自害身亡，刘长難忘此仇，起兵的意愿甚为强烈，但可能在淮南丞相北平侯张苍的劝阻下没有起兵。刘长和刘恒均为刘邦庶子，刘长被否决的原因除了比刘恒小五岁外，主要为他的个性刚毅跋扈，大臣担心难以辅佐，另由於劉長乃由呂后養大，恐對呂后仍有感情。极力反对拥立刘长的人，很可能就是张苍。
第四位候选人为刘恒，他被选为皇位继承人的原因可能有如下几点：刘恒为刘邦第四子，是刘邦当时还在人世的二子中年龄最长，继承皇位的正当性较高。刘恒在诛吕政变时没有起兵，一方面符合陈平等人反对擅自起兵的要求，另一方面他在诛吕政变中无功正可突出陈平等人拥立的功劳。刘恒向来听命中央，而且为人仁爱孝顺，个性宽容谦厚，易为大臣辅佐。刘恒的母亲薄夫人为人谨慎善良，可以避免外戚跋扈事件重演。此外，刘恒长期深处边陲，对匈奴的威胁有深刻认识。刘恒因为政治上的可接受度最高而被功臣列侯选为皇帝人选。

### 進京前的五項準備
當功臣派和劉氏宗族代表商議幾天，選定劉恆為繼位人選後，立即派人赴代國請他速入長安即位，但當劉恆接到消息之後，並沒有馬上啟程入京，而是做了下面五件事：
(一)群臣辯論：劉恆遍問代國眾臣意見，郎中令張武一派認為應先靜觀其變，不宜貿往，理由是京中各大臣，不但懂兵，且多謀詐 ；中尉宋昌一派卻覺得此為天賜良機，應立即進京，理由有四：漢得天下是天意，劉氏天下堅如磐石，民心思穩，劉恆是不二人選 ；
(二)與母商議：劉恆只好與母親薄姬商議此事，仍然未有定論；
(三)占卜吉凶：於是找人占卜吉凶，結果是 "卜之龜，卦兆得大橫" ，卦象顯示是上上吉，顯示代王可成為天子；
(四)派舅商討：劉恆仍不放心，於是派遣其舅薄昭前往長安與周勃等大臣們協商，在得到周勃等強力保證後，迅速向劉恆報告：「可以相信，不用懷疑」。至此，劉恆才笑著對宋昌說，果然像您說般，應該進京，於是在宋昌陪同之下，只帶著六個隨從進京。
(五)再探虛實：等到走到離京城不遠的地方，劉恆再度派宋昌騎快馬進京觀察局勢，等到宋昌來到灞橋，看見丞相陳平率領百官等在那裡準備迎接，待宋昌回稟劉恆後，劉恆這才安心地乘車來到灞橋，和大臣們見面。

### 進京後的四項處置
(一)面折周勃：劉恆來到灞橋，看見百官正等著迎接他，忽然間，太尉周勃走上前來，對宋昌說道：「我有話想和代王私下裡談談」，(一說周勃本想私呈玉璽給劉恆)，不料，宋昌竟回答說：「您如果有公事要稟奏，現在就當著百官面前說；如果您有私事要說，王者沒有私下之言。」 宋昌直接讓在誅滅諸呂和支持劉恆繼位中最有功勞的周勃，碰了一個大釘子，此時劉恆沒有說話，也就是表明劉恆是默許宋昌。劉恆之所以敢如此對待周勃，一則避免了私收玉璽，造成日後產生得位不正的隱患，再則說明此時他已經篤定自己可以穩登帝位。
(二)辭讓登基：周勃在碰了釘子之後，於是跪了下來，呈上皇帝的符璽給劉恆，不料，劉恆卻說：「請大家到我在京中的邸居去商量這件事」，等大家到了代王邸居後，他接著又說：「接受皇帝位如此重大的事，我德薄，承受不起，還是請我叔父楚王劉交進京來商議一下，我實在是不敢當！」 劉恆為何如此做呢？ 此就是劉恆政治智慧高明之處，因為劉恆是中國歷史上第一位被推選出來之皇帝，他之前只有四位皇帝(秦始皇，秦二世，漢高祖，漢惠帝)，從來未有人遇過此種情形，劉恆可謂是首開歷史先例，群臣一再懇請，劉恆一再辭讓，最後劉恆才勉為其難地說：「如此我就恭敬不如從命了，勉強接下這個皇位重擔」，時年才廿三歲的劉恆，最終在大臣懇請之下，答應接下帝位。
(三)清宮即位：劉恆在大臣擁戴之下，勉強願意當皇帝，但是，當時在皇宮中還有一個後少帝，於是太僕夏侯嬰和東牟侯劉興居 帶人拘捕漢後少帝劉弘 ，再迎接劉恆入未央宮 。當夜有司分部將劉弘、梁王劉泰、淮阳王刘武、恆山王刘朝等四人，废黜并杀害之 。史書並無記載到底是誰下令處死了劉弘等四兄弟，成了公案。
(四)徹夜運籌：就在漢文帝繼位的第一晚，他下了三道詔書，既保障了自己人身安全，也穩定了局勢：
第一道，任命宋昌為衛將军，統帥京城的南軍和北軍，也就是奪了周勃戍守京城的軍權；
第二道，任命張武為郎中令，即皇宮的警衛司令；
第三道，對於擁立他的功臣，跟隨高祖開國的功臣，均與賞賜；對於被呂后貶斥的劉姓王公，恢復爵位封地，用攏絡手段鞏固其帝位，並大赦天下，百姓每人加一道軍功爵，單身女子和每一百家贈給牛酒，允許百姓可以暢飲酒五日(按漢初法令，百姓是不可以私下飲酒)。

### 代軼聞
劉恆任代王時，有位代王王后，生有四子，代王妃死在平定諸呂之亂後，劉恆赴長安前；在劉恆登基後沒幾個月，四個皇子相繼去世 ；劉恆登基次年正月，就有人請他立太子，最後立了八歲的庶長子劉啟。
劉恆是在九月底登基，到翌年正月立太子，不過三個月，短短三個月之內，四個嫡子就全部過世，原因令人起疑。加上正史記載代王王后很少，连她的姓氏都没有记录。試想，身為一代帝王的正妃，居然死後在《史记》中都沒有留下任何資料，也沒有追封任何封號，後世合理猜測，此個代王妃應是呂氏家族成員 ，這也可能就是劉恆一直沒有遭到呂后毒手的原因之一。劉恆為了向周勃、陳平等人表明自己的立場，而選擇殺死代妃，也是合理推論，而且在劉恆登基之後，短期內殺死自己四個與呂氏有血緣的兒子，目的應是讓擁立他的群臣放心，即以後繼位者絕對不會和呂氏有任何關連，也不會為代妃復仇而秋後算帳。劉恆為了取得皇位，並坐穩皇位，殺正妻及稚子，所付出之代價，不可謂之不慘痛。而且在劉恆登基之夜，劉恆一邊頒立詔書大赦天下，另一邊有關人等就忙著誅滅梁王、淮陽王、常山王和少帝四人於府邸 ，也就是立刻殺了惠帝諸子、劉恆的四個親侄子，以杜絕後患。

## 政績

### 賦稅減免

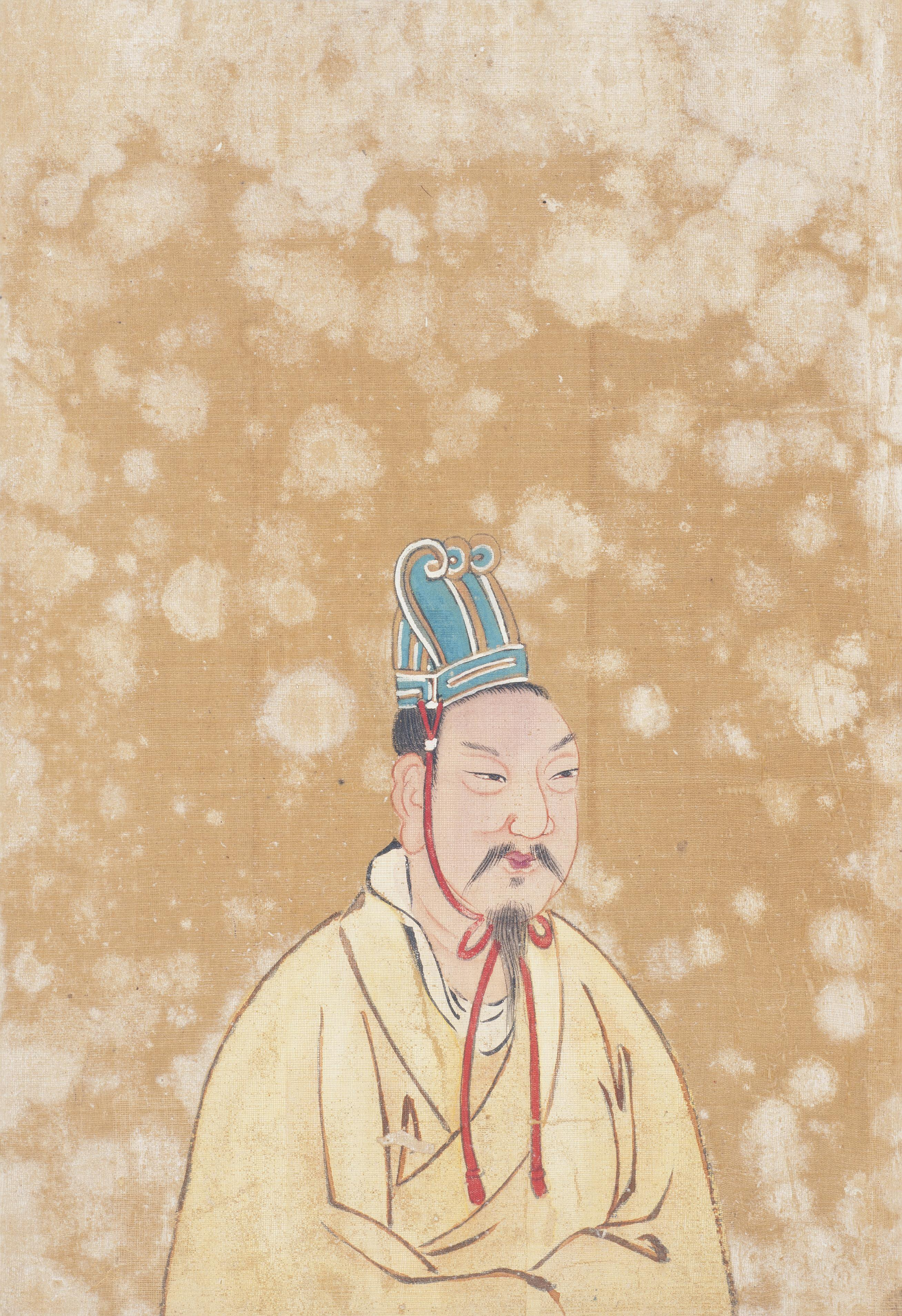
漢文帝

漢初，高祖劉邦很重視總結秦朝滅亡的教訓，提出休養生息，不斷降低稅收標準。田賦的稅率降為十五分之一 。在其他稅賦方面漢初也進行了調整，如規定口賦的標準為120錢，較秦朝的180錢也進一步降低。
漢文帝在經濟方面執行了「輕徭薄賦」的政策，一再降低稅賦標準，不僅減輕了百姓負擔、改善了民生，而且極大地促進了經濟的發展，開創了中國封建王朝的第一個治世。除此，還有另一個考慮：漢朝封國制與郡縣制並行，當時封國的權力都很大，在經濟上更是如此，比如封國可以自收自支田租，收取多少也可自定，這樣就形成了封國與朝廷直轄地區暗中爭人、爭利的局面。漢文帝免除田租的政策也有增強朝廷直轄地區吸引力、削弱封國勢力的考慮。

#### 田賦
根據記載，漢文帝繼位之初百姓生活的情景：「春耕夏耘，秋獲冬藏，伐薪樵，治官府，給徭役。春不得避風塵，夏不得避暑熱，秋不得避陰雨，冬不得避寒凍。四時之間，亡日休息」。即一年四季不停勞作，應付各種朝廷事項 。所以文帝即位後，繼續將“輕徭薄賦”的政策延續實施。

文帝於前元十二年(公元前168年)：先是下詔將田租稅率減半，按「什五稅一」減半收取，即「三十稅一」，就是按照三十分之一徵收 ，之後更是在第二年(西元前167年) 6月下詔，正式免除全國田租 ，這項免稅政策一共執行13年，不僅極大減輕了百姓負擔、改善了民生，而且極大地促進了經濟的發展，開創了中國漢朝的第一個盛世：文景之治。一直到景帝繼位後才恢復成“三十稅一”的標準收取田租，之後便成為定制。

#### 口賦
另一個稅收大項，口賦，也由120錢降為40錢 。

#### 徭役
在徭役方面規定，將成年男子每年都要服的徭役改為3年服一次 。這些標準不僅較秦朝有了極大的降低，同時也較劉邦及其後的惠帝等在位時期明顯下降。

### 人口增加
據估計，秦二世時人口約2,000萬，經過秦末戰爭，到漢高祖初年是中國人口降至1,400萬左右，漢文帝在位時人口又迅速增加到3,100萬 。免除田賦，輕徭薄賦有效改善了百姓生活，促進了經濟的發展，經濟發展又促進了人口增長，朝廷其他稅收，比如作為「人頭稅」，按照人口徵收的口賦雖然標準降低了，但人口增加，這項收入實際是增加了。

### 廢除惡法酷刑

#### 廢除「收孥」和相關「連坐」法
公元前179年，漢文帝前元年十二月，漢文帝即位不久，詔曰：「法者，……而使無罪之父母、妻子、同產坐之，及為收帑，朕甚不取！其除收帑諸相坐律令！」，也就是說：「法律，是治理天下的依據。現在的法律對違法者本人做了處罰之後，還要株連到他沒有犯罪的父母、妻兒、兄弟，以至將他們收為官奴婢，朕認為這樣的法律十分不可取！從今以後廢除收罪犯家屬為奴婢及各種相連坐的律令！」看起來，似乎在文帝時，廢除了犯罪人家屬(父母、妻兒、兄弟)的連坐處罰，事實上，漢代的連坐處罰律法甚多且複雜，並非如此輕易就全部廢除了。
這裡廢除的「收孥諸相坐律」，只是「連坐制度」其中的一項而已，並非「廢除連坐制度」。
事實上，根據後來的歷史，直到百年之後的漢昭帝時代，家族連坐和什伍連坐法，仍舊存在 。連坐法終於在西元1905年，清朝正式宣布廢除。

#### 廢除「誹謗妖言罪」
文帝，在廢除了收帑諸相坐律令之後，文帝認為：現在朝廷中有誹謗朝廷的的罪狀，這就使得很多大臣不敢講實話，這就讓皇帝不能了解實情，這樣就招不來賢臣，於是又廢除了誹謗妖言罪 。

#### 廢除「肉刑」

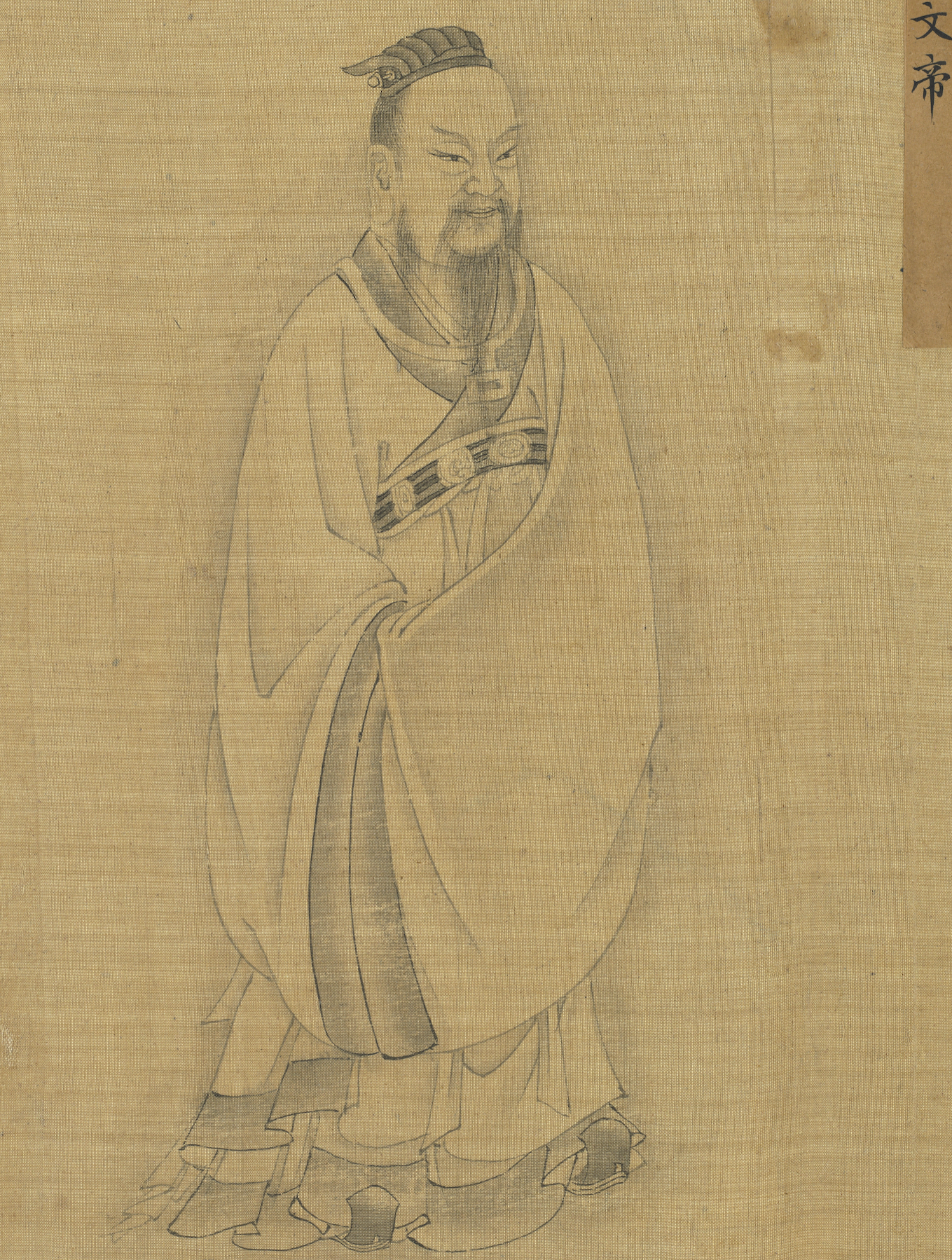
漢文帝像

公元前167年5月，文帝因「淳于意案」，淳于緹縈上書救父，發布了廢除肉刑，包括：黥（音ㄑㄧㄥˊ刺面塗墨）、劓（音 一ˋ 割鼻）、刖（音 ㄩㄝˋ 砍斷腳趾）的詔書 (但仍保留了宮刑)  。並責成丞相張蒼、御史大夫馮敬等負責修改刑律。同年，頒行新刑律規定：黥刑，改為遞去頭髮，以鐵束頸服刑四年；劓刑，改為打三百板子；斬左趾，改為打五百板子；對於那些犯斬右趾以及殺人自首、官吏貪贓枉法、監守自盜等罪，於判刑之後又犯笞刑罪者，一律棄市處死；而對於判處其它各等徒刑，在一定年限內無逃亡等行為的，則可相應遞減刑罪，直至釋放免刑為庶人 。史書稱，從此以後社會「風氣篤厚，禁網疏闊，刑罰大省」，以至一年之中僅「斷獄四百，有刑錯之風焉。」；而「緹縈救父」的孝行事跡在歷史上被廣為傳頌，東漢著名史學家班固曾由衷地讚嘆道：「百男何憤憤，不如一緹縈！」
文帝廢除肉刑，既順應了民心，廢除秦惡法，又為農業生產保全了更多的勞動力，有利於自身的統治，合乎歷史發展的潮流。而少女緹縈為救父不畏艱難和強權，勇敢地上書皇帝，又為漢文帝廢除肉刑提供了契機，最終促成了肉刑的廢止。漢文帝是中國歷史上第一個廢除肉刑的皇帝。廢除肉刑，作為中國刑罰史上著名的改革措施而引人注目，是刑罰制度發展過程中的一項重大歷史進步，是刑罰制度從極端野蠻殘酷，逐漸過渡到相對人道的一個劃時代的重要里程碑。

#### 廢除「肉刑」之緹縈救父
促成漢文帝廢除肉刑這一歷史重大決策的，竟然是一位年齡只有十幾歲的民間小姑娘。她的名字叫緹縈。
《漢書·刑法志》裡記載這樣一個案例。漢文帝時有一個叫淳于意的人，曾任齊太倉令，為官清廉，後辭職研究醫術，到處遊歷給人治病。有一次在為一個貴婦人治療時，因貴婦病入膏肓，病重去世，他遭到了誣陷。昏庸的官吏判他有罪，須受肉刑。由於淳于意曾當過官，所以應當被押送長安受刑。與家人臨別之時，淳于意眼望哭成一團的五個女兒，不禁悲從中來，喟然長嘆：「哎！可惜我沒有男孩，遇到緊急事情，一個有用的也沒有！」聽到父親講這些話，女兒們更是痛哭不止。這時，淳于意最小的女兒緹縈走上前來：「父親，孩兒雖是女流之輩，如今也要做出一番事業來。我要和父親一起去長安，上書皇上，替您洗辯冤屈。」淳于意沒有想到小女兒竟如此勇敢，心中感到很有些寬慰，但從齊地到長安路途艱險，所以堅決不同意。
緹縈以死相求，差解怕鬧出人命來，只好帶她前往。經過一路艱難跋涉，父女倆終於到了長安。緹縈懷著對父親的無比摯愛，和對千萬受刑者的深切同情，請人代擬奏章，並衝破種種阻礙，大膽上書漢文帝陳述冤情：「我的父親曾是齊地的一個小官吏，有清廉的好名聲，現在不慎犯了事，按律當受肉刑。我不但為父親難過，也為所有受肉刑的人傷心。一個人被砍去了腳，就成了殘廢；被割去了鼻子，就不能再安上，即使他們想改過自新也不可能了。我情願做官府的奴婢，替父親贖罪，好讓他有個改過自新的機會。」
當時官府中的奴婢生活是相當悽慘的，她們日夜勞作沒有絲毫人身自由，和囚徒沒什麼兩樣。緹縈為父親免遭酷刑的這種千里迢迢冒死上書的膽識孝心，和這種甘為奴婢的自我犧牲精神，深深地感動了寬仁賢德、愛民恤民的漢文帝。同時，漢文帝也充分認識到，繼續沿用秦代的肉刑，不利於經濟的發展和社會的穩定，更不利於政權的穩固。於是，他下令免除了淳于意的刑罰，也沒有讓緹縈去當奴婢，並在第二天就下令廢除漢代初年還保留的黥（刺面塗墨）、劓（割鼻）、刖（砍斷腳趾）三種肉刑。

#### 注重節儉
漢文帝本人十分注重節儉 。古人原先多穿草鞋，漢文帝時已有布鞋，而漢文帝穿著草鞋就上殿理政 。不僅如此，漢文帝還經常穿「娣衣」，是一種由質感較差的絲物做的衣服，衣服破了就縫縫補補再穿。對身邊的人也要求嚴格，比如規定嬪妃們衣服的下擺不准拖到地上，以節約衣料，帳子上不准帶有刺繡、花邊 。甚至於在他的霸陵(墳墓)，以瓦器修建，不准用金銀，更在遺詔中規定：反對厚葬，三天後，臣民一律脫去喪服，更不准禁止百姓婚嫁、飲酒、吃肉 。

### 改善民生
漢文帝規定對80歲以上的老人每月按標準發給米、肉、酒等生活品，90歲以上增發一定的麻布、綢緞和絲棉。

## 內憂：諸王叛亂
濟北王劉興居因為兄長齊王劉襄沒當成皇帝，心懷不滿。前元三年(前177年)，趁匈奴右賢王大舉入侵，丞相灌嬰率兵討匈奴，文帝屯駐太原。劉興居趁機起兵反朝廷。文帝知道後，回長安，任命柴武為大將軍討伐濟北王劉興居。前177年，劉興居失敗，自殺。而與劉興居一起叛亂的則都予以赦免。
前174年，淮南王劉長勾結匈奴、閩越謀反一事敗露，丞相張蒼領群臣要求文帝處死劉長。文帝只廢其王爵，發配蜀郡嚴縣的邛萊山，並且發還他十個愛妾，並給予每天五斤肉、兩斗酒為家用。大臣袁盎反對這個處罰，認為劉長性情剛烈，不堪屈辱，必定會在途中死去，讓天下譏諷皇上殺了弟弟。漢文帝不相信，說只是想給劉長一點教訓。劉長果然因為不堪屈辱，絕食自殺而亡。

## 外患：南北威脅
文帝登基之後，除了對內要鞏固權力，維持穩定，同時，還要面對來自南北的威脅。由於國力還尚薄弱，幾經斟酌，文帝決定先解決南邊的南越國王稱帝問題，再處理北方的匈奴問題。

### 南越國
南越國其實來自秦始皇時，派駐在南越的南越兵團，秦二世時，天下大亂，時任南越兵團首領任囂雖然病危，但眼光獨到，看見獨立契機，於是告訴當時龍川縣令趙佗，可以趁機併吞南海郡(廣東)、桂林郡(廣西)、象郡(今越南北部)，獨立成國 ，後秦亡，趙佗遂自立為南越國武王。
高祖稱帝后，高祖十一年派陸賈招撫趙佗為南越王，趙佗稱臣 ；後至呂后時，禁止輸送鐵器入南越，趙佗遂自稱南越武帝；文帝即位後，再派陸賈為大中大夫招撫趙佗，趙佗於是去除帝號歸順，文帝大悅 。

### 匈奴
漢初由於國力尚且薄弱，無法有效解決來自匈奴的威脅，北方匈奴的問題直到漢武帝的時候，才得到解決。文帝在位期間，來自北方匈奴的威脅，遠遠大於來自南方的威脅。文帝在位期間雖然沒有解決匈奴的問題，但是靠著和親的外交手段和佐以武力防備，已經最大程度的減少國家和人民生命和經濟上的損失。

#### 原因
(一)單于的頻繁更換：文帝在位23年之間，正是單于更換最頻繁的時期，經歷了三代單于更換：冒頓單于、老上單于、軍臣單于，每次變更，都引起了大規模戰爭。
(二)連年入侵：自繼位第三年，至文帝過世，在位23年就有21年，三次大規模入侵：

(1)漢文帝前元三年(前177年)，冒頓單于在位，匈奴右賢王進入河南地 ；

(2)漢文帝前元十四年(前166年)，老上單于率領十四萬騎兵，入侵朝那、蕭關 ；

(3)漢文帝後元六年(前158年)，軍臣單于六萬騎兵入侵上郡、雲中郡 。
(三)中行說的出現：
中行说是燕人，后担任宫廷宦官。前174年，匈奴老上单于继位，汉文帝派皇族公主前往匈奴和亲，又派中行说随同辅佐公主。中行说不愿接受这个任务但被强迫前往，临行前他说：“如果一定要让我去的话，我将成为汉朝的祸患。”果然中行说一到达匈奴后立即投靠老上单于，并深得单于的信任。
中行說造成的傷害有四：
(1)協助匈奴破解五餌之術：“三表五餌”是西漢賈誼針對北方匈奴問題提出的防禦策略。賈誼認爲和親並不能制止匈奴侵擾，因而提出儒法結合的戰略思想，即“德戰”：“以厚德懷服四夷”，輔以“三表、五餌”之術。賈誼認爲，只要實行他的“三表”、“五餌”的策略，便可以爭取匈奴的民衆，孤立單于，並進而降服單于。以立信義、愛人之狀、好人之技為“三表”；以賜之盛服車乘、盛食珍味、音樂婦人、高堂邃宇府庫奴婢、親近安撫為“五餌”。
(2)造成匈奴自大意識：中行說教導單于，除了在稱謂上，自稱是「天地所生日月所置匈奴大單于」，在對漢皇帝的書信尺寸上，也加廣、加大、加長，以求壓過漢皇。
(3)誇讚匈奴習俗：匈奴習俗有父死子娶繼母和兄死弟娶兄嫂，漢使批是亂倫，中行說反駁漢使說，這除了可以維持家族血統純正，還可以更好地照顧未亡人。
(4)出賣漢朝軍事情報：文帝前元十四年(前166年)，老上單于率領十四萬騎兵，入侵邊境；在中行說的協助之下，匈奴出奇兵火燒回中宮，偵察兵還一路打到甘泉宮，不但在軍事上、經濟上的造成傷害，更在心理上造成震撼 ，雖然漢文帝派了幾路大軍去迎戰，但匈奴還是在塞內停留了月餘才撤兵，並沒有對匈奴造成什麼影響  。

#### 解決辦法
(一)和親為主：文帝深知國力不足，為謀安定和平，力採克制忍讓，以和親為基本國策。
(二)用兵為輔：
(1)漢文帝前元三年(前177年)，匈奴右賢王進入河南地時，漢文帝除親臨北部邊疆代國的都城太原，並果斷派丞相灌嬰率領八萬五千騎兵迎戰，此戰因右賢王退兵，雙方並未交戰。
(2)漢文帝前元十四年(前166年)，老上單于率領十四萬騎兵，入侵朝那、蕭關，漢文帝乃遣三將軍軍隴西、北地、上郡，中尉周舍為衛將軍，郎中令張武為車騎將軍，軍渭北，車千乘，騎卒十萬。這次漢文帝本想御駕親征，後被皇太后勸阻，於是以東陽侯張相如為大將軍，成侯赤為內史，欒布為將軍，擊匈奴。匈奴遁走。
(3)漢文帝後元六年(前158年)冬，軍臣單于六萬騎兵入侵上郡、雲中郡，漢文帝以中大夫令勉為車騎將軍，出兵飛狐；故楚相蘇意為將軍，出兵句注；將軍張武屯兵北地；河內守周亞夫為將軍，居細柳；宗正劉禮為將軍，居霸上；祝茲侯軍棘門：以備胡襲。經過數月，胡人退去後，漢亦罷兵。

## 文臣武將
文帝即位後，求才若渴，除高祖時遺臣，另有代國舊臣輔佐：

周勃、陳平、灌嬰：高祖舊臣。

張武：前166年，任命為將軍，率兵十萬、車千輛駐紮在長安附近，防禦匈奴進攻。前158年，任命將軍屯守北地郡防備匈奴。

宋昌：被封為壯武侯

薄昭：薄太后之弟，文帝親舅，以外戚之貴，封為轵侯。
文帝即位後，積極培養蒐羅新生人才，為日後「文景之治」奠下基礎。代表人物如下：

晁錯：文武兼備，因上《言太子知術數疏》，闡述為君王當如何駕馭群臣百姓，由太子舍人擢升為太子家令，上《言兵事疏》，一論慎選將領，二論用兵之道 ，三論漢與匈奴各有千秋，四論以夷制夷。再上《守邊勸農疏》，《論貴粟疏》。 

賈誼：22歲時，漢文帝登基，吳公推薦為博士，是當時文帝朝所聘用的博士當中最年輕的一位。賈誼每每有精闢見解，《論治安策》、《過秦論》、《論積貯疏》、《諫鑄錢疏》，文帝很欣賞他，被提升為太中大夫。

周亞夫：絳侯周勃的兒子，治軍有方，文帝在死之前告訴景帝：「假如今後有了危難，可以派周亞夫任將用兵」。

## 評價

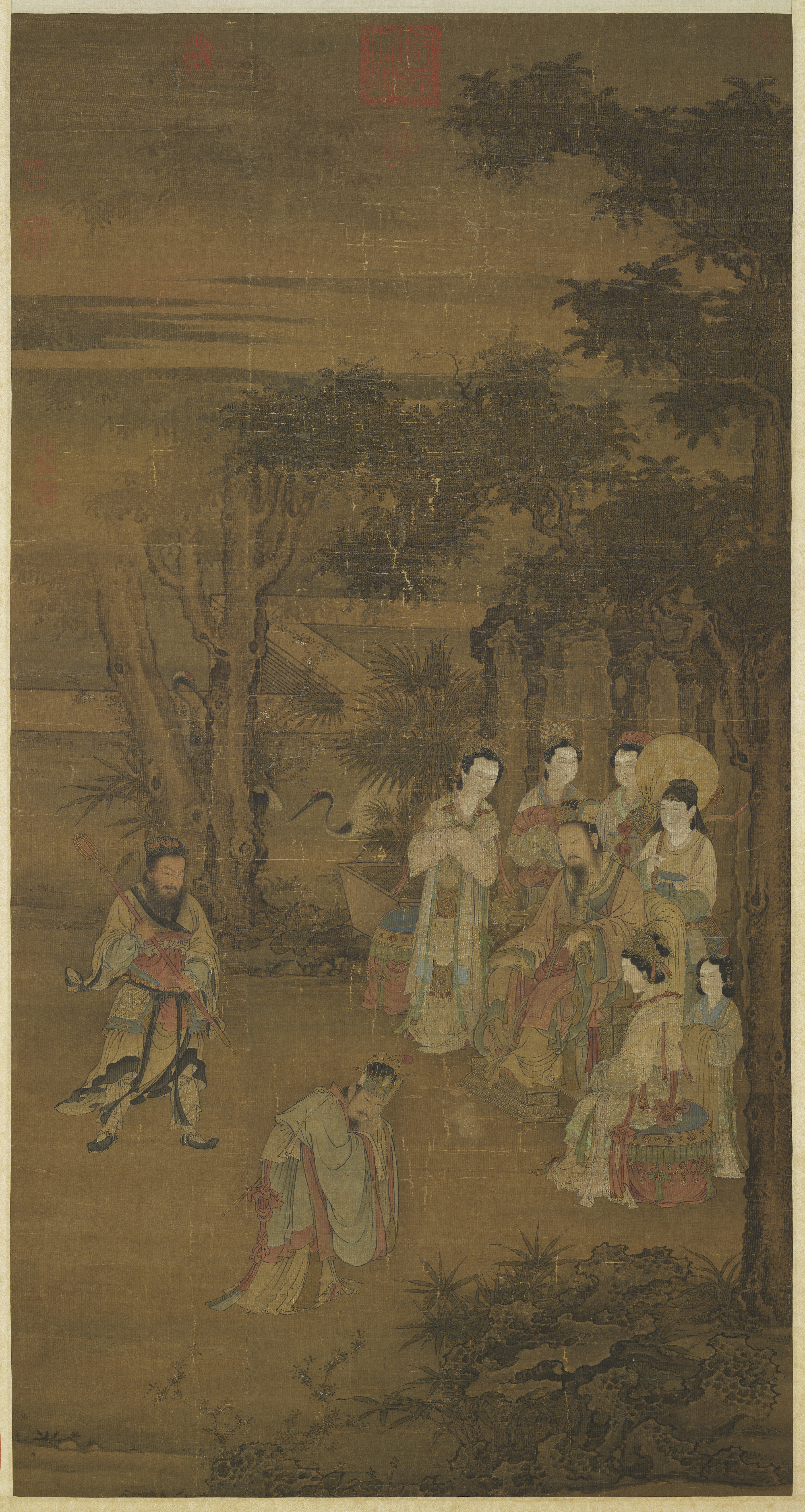
卻坐圖（宋代作品）

### 正面
《史记》︰「孔子言「必世然后仁。善人之治国百年，亦可以胜残去杀」。诚哉是言！汉兴，至孝文四十有余载，德至盛也。廪廪乡改正服封禅矣，谦让未成于今。呜呼，岂不仁哉！」
《汉书》︰「孝文皇帝即位二十三年，宫室、苑囿、车骑、服御无所增益。有不便，辄弛以利民。尝欲作露台，召匠计之，直百金。上曰：‘百金，中人十家之产也。吾奉先帝宫室，常恐羞之，何以台为！’身衣弋绨，所幸慎夫人衣不曳地，帷帐无文绣，以示敦朴，为天下先。治霸陵，皆瓦器，不得以金、银、铜、锡为饰，因其山，不起坟。南越尉佗自立为帝，召贵佗兄弟，以德怀之，佗遂称臣。与匈奴结和亲，后而背约入盗，令边备守，不发兵深入，恐烦百姓。吴王诈病不朝，赐以几杖。群臣袁盎等谏说虽切，常假借纳用焉。张武等受赂金钱，觉，更加赏赐，以愧其心。专务以德化民，是以海内殷富，兴于礼义，断狱数百，几致刑措。呜呼，仁哉！」、「太宗穆穆，允恭玄默，化民以躬，帅下以德。农不供贡，辠不收孥，宫不新馆，陵不崇墓。我德如风，民应如屮，国富刑清，登我汉道。」
汉.许嘉 等︰「孝文皇帝除诽谤，去肉刑，躬节俭，不受献，罪人不帑，不私其利，出美人，重绝人类，宾赐长老，收恤孤独，德厚侔天地，利泽施四海，宜为帝者太宗之庙。」(《汉书‧韦贤传》)
漢.桓譚：“漢太宗文帝有仁智通明之德，承漢初定，躬儉省約，以惠休百姓，救贍睏乏，除肉刑，減律法，薄葬埋，損輿服，所謂達於養生送終之實者也。及始從代徵時，謀議狐疑，能從宋昌之策，應聲馳來。即位而偃武修文，施布大恩，欲息兵革，與匈奴和親。總撮綱紀，故遂褒增隆為太宗也。而溺於俗議，斥遂材臣，又不勝私恩，使嬖妾慎夫人與皇后同席，以亂尊卑之倫，所通而蔽也。 (《新論》)
魏.曹丕︰「文帝慈孝，宽弘仁厚，躬修玄默，以俭帅下。奉生送终，事从约省。美声塞于宇宙，仁风畅于四海。」(《典论》)
魏.曹植：「孝文即位，爱物检身。骄吴抚越，匈奴和亲。纳谏赦罪，以德怀民。殆至刑错，万国化淳。」(《艺文类聚·卷十二》)
魏.王朗：「汉之文、景亦欲恢弘祖业，增崇洪绪，故能割意于百金之台，昭俭于弋绨之服，内减太官而不受贡献，外省徭赋而务农桑，用能号称升平，几致刑错。」(《三國志.王朗傳》)
唐.李世民︰「昔汉文帝将起露台，而惜十家之产。朕德不逮于汉帝，而所费过之，岂谓为民父母之道也。」(《旧唐书‧太宗本纪》)
唐.虞世南：「太宗体兹仁恕，式遵玄默，涤秦、项之酷烈，反轩、昊之淳风，几致刑厝，斯为难矣。若使不溺新垣之说，无取邓通之梦，懍懔乎几近于王道。」(《帝王略論》)
唐.盧藏用︰「惜中人十家之產，而罷露台之製者，漢文之明也。並能垂名無窮，為帝皇之烈。豈不以克念徇物，博施濟眾，以臻於仁恕哉！」(《舊唐書.盧藏用傳》)
唐‧权德舆︰「文景二帝恭俭爱人始蠲去肉刑，恻隐之教洽于人心，当时风俗敦朴，公卿耻言人过，刑狱衰息。」(《册府元龟‧卷一百四》)
唐.李渤︰「文帝躬约素德，罢构露台，却千里马，熙然与刑措无异。贾谊尚以为皇号甚美，论德不称，岂非兼以造程裁范，未抵大中欤？」(《全唐文.上封事表》)
宋.何去非：「吕后、惠、文，乘天下初定，与民休息，深持柔仁不拔之德。」(《何博士備論》)
宋.王安国︰「(汉文帝)三代以后未有也‥‥‥文帝自代来，入未央宫，定变故俄顷呼吸间，恐无才者不能。至用贾谊言，待群臣有节，专务以德化民，海内兴于礼义，几致刑措，则文帝加有才一等矣。」(《宋史‧王安国传》)
宋.苏辙：「汉文帝以柔御天下，刚强者皆乘风而靡。尉佗称号南越，帝复其坟墓，召贵其兄弟。佗去帝号，俯伏称臣。匈奴桀敖，陵驾中国。帝屈体遣书，厚以缯絮。虽未能调伏，然兵革之祸，比武帝世，十一二耳。吴王濞包藏祸心，称病不朝。帝赐之几仗，濞无所发怒，乱以不作。使文帝尚在，不出十年，濞亦已老死，则东南之乱，无由起矣。」(《欒城集》)
宋.蘇籕︰「漢文帝、唐太宗，海内安樂，雖三代不能加。」(《欒城遺言》)
宋.罗从彦︰「人主欲明而不察，仁而不懦。盖察常累明，而懦反害仁故也。汉昭帝明而不察，章帝仁而不懦。孝宣明矣，而失之察；孝元仁矣，而失之懦。若唐德宗，察而不明；高宗，懦而不仁。兼二者之长，其惟汉文乎！」(《宋元学案‧议论要语》)
宋‧钱时︰「景不如文亦明矣。然言治者，必曰文景，何也？盖自春秋战国，历暴秦，更刘项，战斗之祸，宇宇分裂，生民涂炭。至于文帝，乃始以朴俭先天下，务农重谷，省刑罚，薄税敛，而遂措斯世于休养生息之地。三代而下未之有也。景帝嗣服虽不如文，而此数事所以厚民元气、养国命脉者，则能遵守无所变乱，是以相继四十年，海内富庶，风俗醇厚，而西都之盛独称文景欤。」(《两汉笔记》)
宋.朱熹：「三代以下，汉之文帝，可谓恭俭之主。」、「文帝学申韩刑名，黄老清静，亦甚杂。但是天资素高，故所为多近厚。」(《朱子語類》)
宋.陆九渊：「夫文帝之为君，固宽仁之君也。然其质不能不偏于柔，故其承高、惠之后，天下无事，不知上古圣人弦弧剡矢、重门击柝之义，安于嫁胡之耻，不能饬边备、讲武练兵，以戒不虞。而匈奴大举入边者数四，甚至候骑达于雍甘泉，仅严细柳、㶚上、棘门之屯，虽拊髀求将、御鞍讲武，而志终不遂。使其有学以辅之，而知高明之义，必不至于此矣。」(《問漢文武之治》)
元‧许衡︰「三代而下，称盛治者，无如汉之文、景，然考之当时，天象数变，山崩地震，未易遽数，是将小则有水旱之灾，大则有乱亡之应，非徒然而已也。而文、景克承天心，一以养民为务，今年劝农桑，明年减田租，恳爱如此，宜其民心得而和气应也。臣窃见前年秋孛出西方，彗出东方，去年冬彗见东方，复见西方。议者谓当除旧布新，以应天变。臣以为曷若直法文、景之恭俭爱民，为理明义正而可信也。天之树君，本为下民。故孟子谓“民为重，君为轻”，《书》亦曰“天视自我民视，天听自我民听”。以是论之，则天之道恒在于下，恒在于不足也。君人者，不求之下而求之高，不求之不足而求之有余，斯其所以召天变也。其变已生，其象已着，乖戾之几已萌，犹且因仍故习，抑其下而损其不足，谓之顺天，不亦难乎？」(《元史‧许衡传》)
明‧丘浚︰「三代以下，称帝王之贤者文帝也。帝之善政非止一端，而好言纳谏尤其盛德焉。后世人主于封章之入固有未尝一经目者，况敢犯其行辇而欲其止而受之乎？可用者未必肯用，不可用者辄加之罪，心知其善而口非之者亦有矣，况本不善而称其善乎。吁，若文帝者，可谓百世帝王之师矣。」(《大学衍义补》)
明.孫緒︰「古人有言直如弦死道邊，誠哉斯言。漢之文帝，三代而下第一賢主也，袁盎以數直諫不得久居中，調隴西都尉。光武，中興賢主也，申屠剛以數直諫失旨，出為平隂令。二君且不能容直士，况其下者乎？」(《沙溪集.巻之十一.無用閒談》)
明‧谢肇淛 ︰「三代以下之主，汉文帝为最；光武、唐太宗次之；宋仁宗虽恭俭，而治乱相半，不足道也；文帝不独恭俭，其天资学问，德性才略，近于王者，使得伊、周之佐，兴礼作乐，不难也；光武太宗，以俞业而兼守成，纬武经文，力行致治，皆间世之贤主也。然建武之政，近于操切；贞观之治，末稍不终；盖不惟分量之有限，亦且辅相之非人。宋仁宗四十年中，君子小人相杂并进，河北西夏，日寻兵革，苟安之不暇，何暇致刑措哉？」(《五杂俎》)
明.桂萼︰「昔漢文帝唐太宗方草創之初。每預免民租。卒以收富強之効。」(《桂文襄公奏議》)
明‧戈谦︰「降及汉之文景，唐之太宗，亦能轻徭役、薄税敛、谨节用、寡嗜欲。汉唐诸君，庶几作民父母之义。故其享国长久，亦至三四百年，此本固邦宁之验也。」(《皇明经世文编‧恤民疏》)
明‧郎锳︰「三代而下，称治世莫如文景。今观文帝之世三十六诏，景帝之世二十五诏。而其除租、赐爵、务农、忧恤者，三之一焉。则其史称与民休息可知。呜呼!此后世之所不及也。」(《七修类稿》)
清‧李渔︰「从来人君之善行乐者，莫过于汉之文、景；其不善行乐者，莫过于武帝。以文、景于帝王应行之外，不多一事，故觉其逸；武帝则好大喜功，且薄帝王而慕神仙，是以徒见其劳。」(《闲情偶记》)
清‧汤谐︰「孝文为三代以后第一贤君，史公在孝武时作《孝文纪》，故尤极无穷慨慕也。二十余年，深仁厚泽，纪中排缵不尽，止举其大要，而余者令人悠然可思。」(《史记半解》)
清‧王夫之：「夫文帝而幸非纵欲偷乐之主也，其未免于田猎钟鼓之好而姑以自逸，未有以易之耳。得醇儒以沃乃心，浸灌以道义之腴，建中和而兴王道，诸侯奚而不服，风俗奚而不移，廉耻奚而不崇？而先导谀以冀讎其说，文帝幸不为胡亥耳，文帝而胡亥，谊虽欲自异于李斯也不能。乃后世或犹称之曰“善诱其君以兴治”。下恶得有臣，上恶得有君哉！」(《讀通鑒論》)
清.王仕雲︰「太宗孝文，恭儉寬仁。建賢勸農，加惠元元。」(《四字鑑略》)
清.弘历：「贾谊初请改正易服，且谦让未遑，何以于黄龙之见即议雍祀？彼新垣平等之怪诞，非有以乘其间乎？文帝，三代下令主，于此不无遗憾。」(《乾隆御批纲鉴》)
清‧曾国藩︰「天下惟诚不可掩，汉文帝之谦让，其出于至诚者乎！自其初至代邪，西向让三，南向让再，已歉然不敢当帝位之尊，厥后不肯建立太子，增祀不肯祈福，与赵佗书曰「侧室之子」，曰「弃外奉藩」，曰「不得不立」。临终遗诏：「戒重服，戒久临，戒厚葬。」盖始终自觉不称天子之位，不欲享至尊之奉。至于冯唐众辱而卒使尽言，吴王不朝而赐以几杖，「匄群臣言朕过失，匡朕不逮」其谦让皆发于中心恻怛之诚，盖其德为三代后仅见之贤主，而其心则自愧不称帝王之职而已矣。使居高位者而常存愧不称职之心，则其过必鲜，况大君而存此心乎！吾尝谓为大臣者，宜法古帝王老三事：舜禹之不与也，大也；文王之不遑也，勤也；汉文之不称也，谦也。师此三者而出于至诚，其免于戾戾乎。」(《曾国藩文集》)
清.鮑東里︰「迎文於代，為世賢君，恭以持己，德以化民。廟號太宗，實為不愧，遺詔短喪，為仁者累。」 (《史鑒節要便讀》)

### 負面
漢.荀悅︰「以孝文之明也，本朝之治，百寮之賢，而賈誼見逐，張釋之十年不見省用，馮唐白首屈於郎署，豈不惜哉！夫以絳侯之忠，功存社稷，而猶見疑，不亦痛乎！夫知賢之難，用人不易，忠臣自古之難也。雖在明世，且猶若茲，而況亂君闇主者乎！然則屈原赴湘水，子胥鴟夷於江，安足恨哉！周勃質朴忠誠，高祖以爲安劉氏者，必勃也。既定漢室，建立明主，眷眷之心，豈有異哉！狼狽失據，塊然囚執，俛首撫襟，屈於獄吏，豈不愍哉！夫忠臣之於其主，猶孝子之於其親，盡心焉，盡力焉。進而喜，非貪位；退而憂，非懷寵。結志於心，慕戀不已，進得及時，樂行其道。故仲尼去魯曰遲遲而行，孟軻去齊，三宿而後出境，彼誠仁聖之心。夫賈誼過湘水，弔屈原，惻愴慟懷，豈徒忿怨而已哉！與夫苟患失之者異類殊意矣。及其傅梁王，梁王薨，哭泣而從死，豈可謂不忠乎！然人主不察，豈不哀哉！及釋之屈而思歸，馮唐困而後達，有可悼也。此忠臣所以泣血，賢俊所以傷心也。」(《前漢紀.卷八)
宋.王楙︰「文帝雖天資仁厚，然失於輕信，賞罰之命，往往出於一時，而不加審細，所以當時之人卒能救止，不至麗於有過之地。季布為河東守，人或言其賢，則召以為御史大夫，又或言其使酒，則罷歸故郡。賈誼通諸家之書，廷尉言其能，則召以為博士，絳灌言其擅權，則棄之長沙。周勃以大臣之重，或者言其反，則下廷尉，太后言其不反，則赦出之。太倉令或者言其過，遽下腐刑。緹縈言妾父廉平，則恕之。孟舒、魏尚守雲中，皆有能稱，稍有所聞，則下吏削爵，一聞田叔、馮唐之言，遂復其故職。至於以口鈍而責上林尉，以辯給而遷嗇夫；以犯蹕而欲致其死，以盜環而欲致之族，是皆出於一時之喜怒，而賴張廷尉之救上也。文帝輕於賞刑，往往如此。正自其輕信之過，向非有以救之，能無損於文帝之仁乎？」(《野客叢書.卷十四》)

## 家族
| \| \| \| \| \| \| \| \| \| \| \| \| \| \| \| \| \| \| \| \| 祖父：太上皇刘太公 \| \| \| \| \| \| \| \| \| \| \| \| \| \| \| \| \| \| \| \| \| \| \| \| \| \| \| \| \| \| \| \| \| \| \| \| \| \| \| \| \| \| \| \| \| \| \| \| \| \| \| \| \| \| 父：太祖高皇帝刘邦 \| \| \| \| \| \| \| \| \| \| \| \| \| \| \| \| \| \| \| \| \| \| \| \| \| \| \| \| \| \| \| \| \| \| \| \| \| \| \| \| \| \| \| \| \| \| \| \| \| \| \| \| \| \| 祖母：昭灵皇后刘媪 \| \| \| \| \| \| \| \| \| \| \| \| \| \| \| \| \| \| \| \| \| \| \| \| \| \| \| \| \| \| \| \| \| \| \| \| \| \| \| \| \| \| \| \| \| \| \| \| \| \| \| \| \| \| 太宗孝文皇帝刘恒 \| \| \| \| \| \| \| \| \| \| \| \| \| \| \| \| \| \| \| \| \| \| \| \| \| \| \| \| \| \| \| \| \| \| \| \| \| \| \| \| \| \| \| \| \| \| \| \| \| \| \| \| \| \| 外祖父：（追谥）灵文侯薄父 \| \| \| \| \| \| \| \| \| \| \| \| \| \| \| \| \| \| \| \| \| \| \| \| \| \| \| \| \| \| \| \| \| \| \| \| \| \| \| \| \| \| \| \| \| \| \| \| \| \| \| \| \| \| 母：（追谥）高皇后薄氏 \| \| \| \| \| \| \| \| \| \| \| \| \| \| \| \| \| \| \| \| \| \| \| \| \| \| \| \| \| \| \| \| \| \| \| \| \| \| \| \| \| \| \| \| \| \| \| \| \| \| \| \| \| \| 外祖母：（追谥）灵文夫人魏媪 \| \| \| \| \| \| \| \| \| \| \| \| \| \| \| \| \| \| \| \| \| \| \| \| \| \| \| \| \| \| \| \| \| \| \| \| \| \| \| \| \| \| \| \| \| \| \| \| \| \| \| \| |                              |  |  |  |  |  |  |  |  |  |  |  |  |  |  |  |
| |                              |  |  |  |  |  |  |  |  |  |  |  |  |  |  |  |
| | 祖父：太上皇刘太公           |  |  |  |  |  |  |  |  |  |  |  |  |  |  |  |
| |                              |  |  |  |  |  |  |  |  |  |  |  |  |  |  |  |
| |                              |  |  |  |  |  |  |  |  |  |  |  |  |  |  |  |
| | 父：太祖高皇帝刘邦           |  |  |  |  |  |  |  |  |  |  |  |  |  |  |  |
| |                              |  |  |  |  |  |  |  |  |  |  |  |  |  |  |  |
| |                              |  |  |  |  |  |  |  |  |  |  |  |  |  |  |  |
| | 祖母：昭灵皇后刘媪           |  |  |  |  |  |  |  |  |  |  |  |  |  |  |  |
| |                              |  |  |  |  |  |  |  |  |  |  |  |  |  |  |  |
| |                              |  |  |  |  |  |  |  |  |  |  |  |  |  |  |  |
| | 太宗孝文皇帝刘恒             |  |  |  |  |  |  |  |  |  |  |  |  |  |  |  |
| |                              |  |  |  |  |  |  |  |  |  |  |  |  |  |  |  |
| |                              |  |  |  |  |  |  |  |  |  |  |  |  |  |  |  |
| | 外祖父：（追谥）灵文侯薄父   |  |  |  |  |  |  |  |  |  |  |  |  |  |  |  |
| |                              |  |  |  |  |  |  |  |  |  |  |  |  |  |  |  |
| |                              |  |  |  |  |  |  |  |  |  |  |  |  |  |  |  |
| | 母：（追谥）高皇后薄氏       |  |  |  |  |  |  |  |  |  |  |  |  |  |  |  |
| |                              |  |  |  |  |  |  |  |  |  |  |  |  |  |  |  |
| |                              |  |  |  |  |  |  |  |  |  |  |  |  |  |  |  |
| | 外祖母：（追谥）灵文夫人魏媪 |  |  |  |  |  |  |  |  |  |  |  |  |  |  |  |
| |                              |  |  |  |  |  |  |  |  |  |  |  |  |  |  |  |
| |                              |  |  |  |  |  |  |  |  |  |  |  |  |  |  |  |

### 兄弟姐妹
- 大哥 齊悼惠王劉肥
- 二哥 漢惠帝劉盈
- 三哥 趙隱王劉如意
- 五弟 趙共王劉恢
- 六弟 趙幽王劉友
- 七弟 淮南厲王劉長
- 八弟 燕靈王劉建

### 后妃
- 代王王后，刘恒为代王时的王后，早逝，所生四子皆早夭。
- 皇后竇漪，生劉嫖、劉啟、劉武
- 慎夫人，有宠
- 尹姬，文帝宠幸邯郸慎夫人和尹姬，有宠无子[83]
- 魏婴，陕西省考古研究院考古人员认为不排除其为汉文帝嫔妃的可能性[84]

### 子女
- 嫡長子劉啟，漢景帝
- 嫡次子劉武，梁孝王
- 三子劉參，代孝王
- 四子劉揖，梁怀王
- 長女劉嫖，馆陶长公主
- 刘氏，嫁周勃之子周勝之，《史记[85]》仅称公主，元代《文献通考[86]》称昌平公主

## 纪年
| 汉太宗孝文皇帝 | 元年                      | 二年                      | 三年                      | 四年                    | 五年                      | 六年                      | 七年                    | 八年                      | 九年                      | 十年                      |
| -------------- | ------------------------- | ------------------------- | ------------------------- | ----------------------- | ------------------------- | ------------------------- | ----------------------- | ------------------------- | ------------------------- | ------------------------- |
| 公元           | 前180年十月—前179年九月   | 前179年十月—前178年后九月 | 前178年十月—前177年九月   | 前177年十月—前176年九月 | 前176年十月—前175年后九月 | 前175年十月—前174年九月   | 前174年十月—前173年九月 | 前173年十月—前172年后九月 | 前172年十月—前171年九月   | 前171年十月—前170年后九月 |
| 汉太宗孝文皇帝 | 十一年                    | 十二年                    | 十三年                    | 十四年                  | 十五年                    | 十六年                    | 后元年                  | 后二年                    | 后三年                    | 后四年                    |
| 公元           | 前170年十月—前169年九月   | 前169年十月—前168年九月   | 前168年十月—前167年后九月 | 前167年十月—前166年九月 | 前166年十月—前165年九月   | 前165年十月—前164年后九月 | 前164年十月—前163年九月 | 前163年十月—前162年九月   | 前162年十月—前161年后九月 | 前161年十月—前160年九月   |
| 汉太宗孝文皇帝 | 后五年                    | 后六年                    | 后七年                    |                         |                           |                           |                         |                           |                           |                           |
| 公元           | 前160年十月—前159年后九月 | 前159年十月—前158年九月   | 前158年十月—前157年九月   |                         |                           |                           |                         |                           |                           |                           |

## 其他

### 《二十四孝》中親嘗湯藥的主角

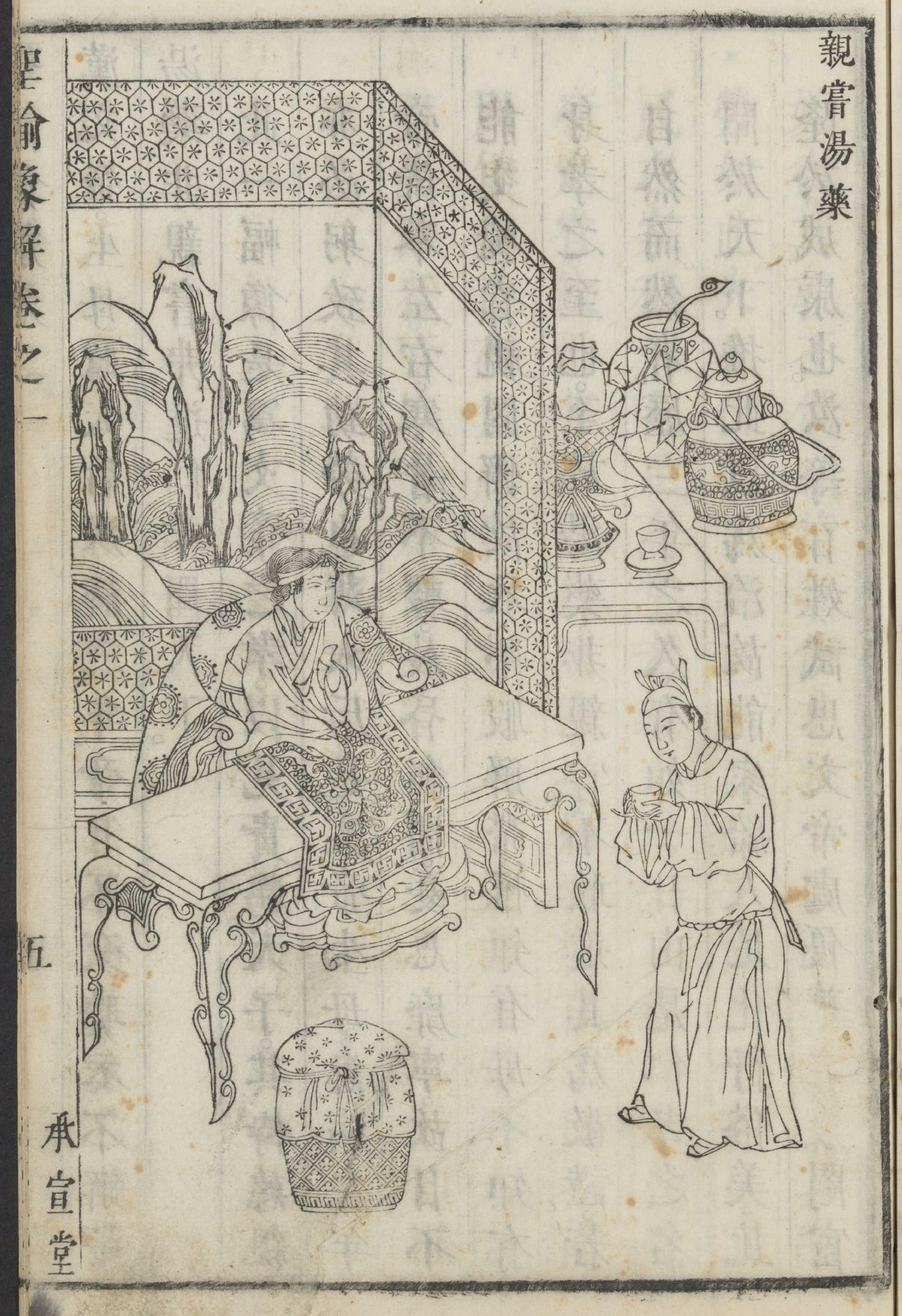
漢文帝親嘗湯藥

文帝奉養其母薄太后，極為孝順，從不怠慢，當他還是代王的時候，有一次母親患病，病了三年之久，文帝親自殷勤看護，在側侍候，目不交睫，衣不解帶，每逢煎好湯藥，如非親自嚐試，未敢拿與母親服。 文帝孝順母親，因而仁孝聲名傳遍於天下，得到人人之贊頌。
詩曰：仁孝聞天下。巍巍冠百王。母后三載玻。湯藥必先嘗。

### 鄧通之興覆
據說，漢文帝有次夢見自己即將登天之時，結果鄧通出現，助他一臂之力登天，加上鄧通巧言逢迎，所以十分受文帝寵信；有次文帝讓相士許負給鄧通面相，許負說鄧通將來會「當窮餓死」。文帝反賜給鄧通蜀嚴道銅山，准其自鑄銅錢，於是「鄧氏錢」遍布大漢天下，其富可想而知 。但因为邓通曾經在文帝在位时，因「吮癰舐痔」事，得罪过太子刘启，故在文帝驾崩之后，即位的汉景帝刘启罢免邓通，并且没收其全部家产，最后邓通因为穷困而饿死在蜀地（传说是雅安）。

## 影視形象
- 1986年香港電視劇《真命天子》廖啟智飾漢文帝劉恆
- 1991年《孝的故事》天曙飾漢文帝劉恆
- 2007年《辛追传奇》由田征飾演漢文帝劉恆
- 2010年《美人心計》由陳鍵鋒飾演漢文帝劉恆
- 2011年《大風歌》由劉牧飾演漢文帝劉恆，蘇彥錚飾劉恆（少年），王亮飾劉恆（童年）
- 2015年系列微电影《二十四孝》之《亲尝汤药》由黄朋饰演汉文帝劉恆

## 延伸阅读
[在维基数据编辑]
 在维基文库阅读此作者作品（ 在维基共享资源阅览影像）
 《史記/卷010》，出自司馬遷《史記》
 《史記/卷049》，出自司馬遷《史記》
 《漢書/卷004》，出自班固《漢書》